# 八音琴博物馆 (东京)
八音盒博物馆（オルゴールの小さな博物館）是位於日本東京文京區目白台的八音盒博物馆，展示自18世纪末开始发展的八音盒。2013年5月15日閉館。

## 設施概要

### 交通方式
- 東京地下鐵有樂町線護國寺站4號出口步行3分
- 東京地下鐵副都心線雜司谷站3號出口步行20分
- 首都高速道路護國寺出入口約100m

## 历史
- 1983年5月 - 開館（僅周六日）
- 1998年6月 - 八音盒博物館台場開館
- 1998年8月 - 八音盒博物館箱根開館
- 1999年3月 - 台場分館閉館
- 2001年10月 - 本館改建休館（至2003年5月）
- 2003年5月 - 重新開館。20周年
- 2006年3月 - 箱根分館閉館
- 2008年1月 - 舉行25周年特別企畫展
- 2013年5月 - 30周年閉館

## 外部連結
- 八音盒博物館 （页面存档备份，存于）